# Turingova redukce
Turingova redukce v teorii vyčíslitelnosti definuje: problém Π1 je Turing-redukovatelný na Π2 (Π1 ∝ Π2), jestliže existuje program pro (deterministický) Turingův stroj, který řeší každou instanci I1 problému Π1 tak, že používá program M2 pro problém Π2 jako podprogram (jehož trvání považujeme za jeden krok).
Zvláštním případem Turingovy redukce je Cookova redukce, která převod dokáže v polynomiálním čase.